# Бойка

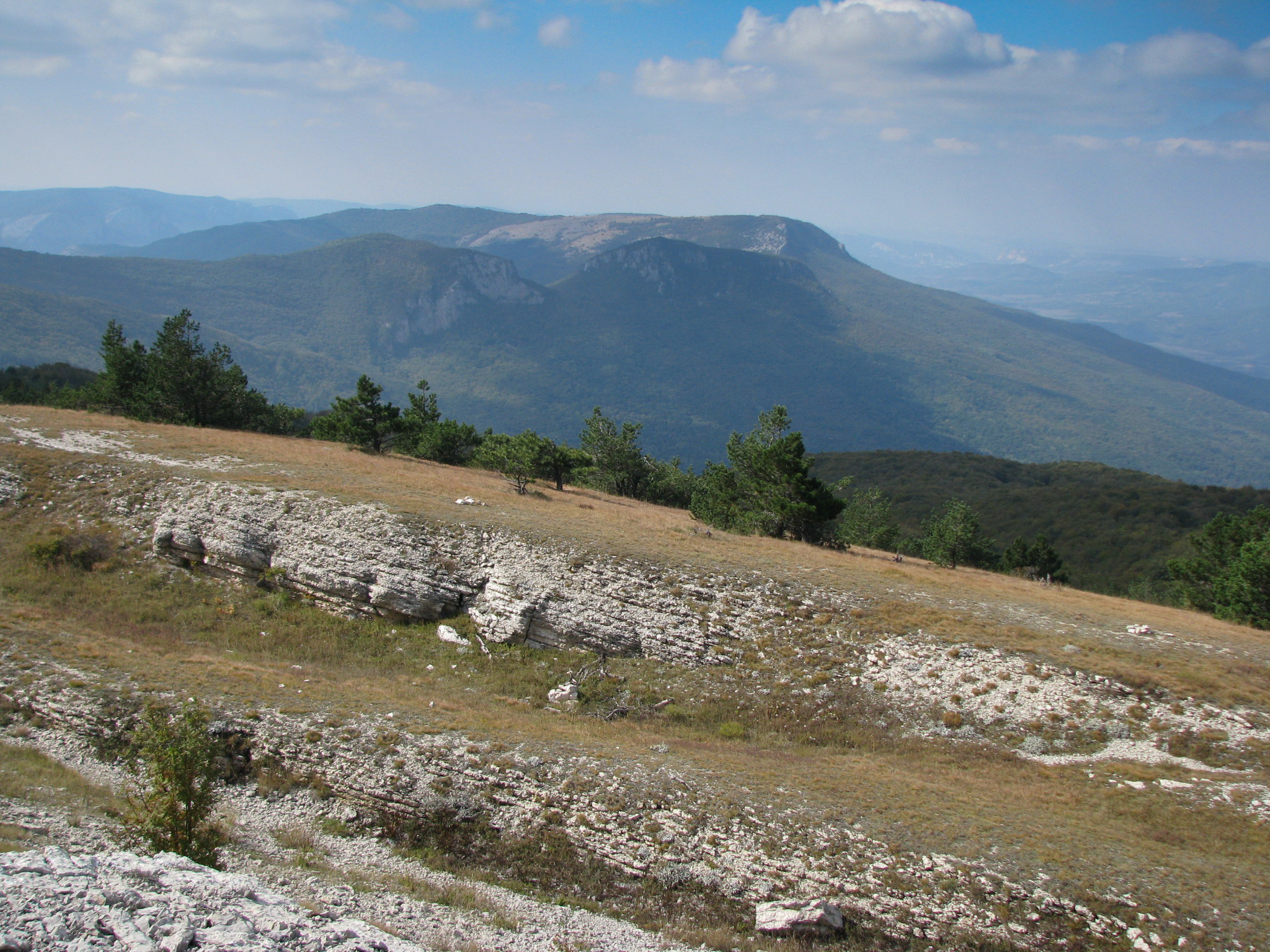
Бойка с юго-востока (фото сделано с северной кромки Ялтинской яйлы). Три выдающиеся скалистые вершины слева направо: Куш-Кая, Караул-Кая, Сотира.

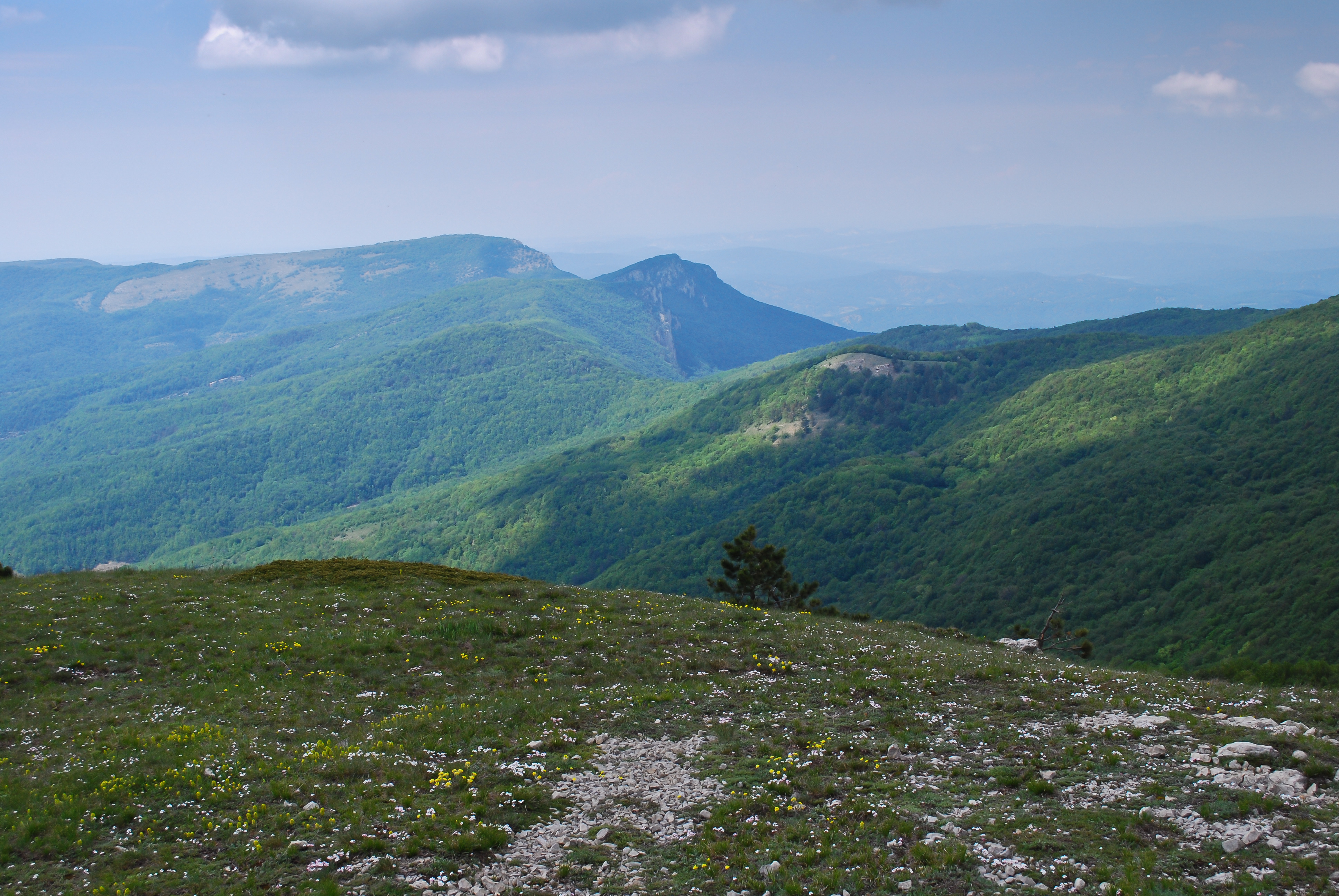
Восточные вершины Бойкинского массива, наблюдаемые с юга (с горы Рока, Ай-Петринская яйла). В центре выступает вершина Караул-Кая, за ней и чуть левее — Сотира.

Бо́йка (укр. Бойка, крымскотат. Boyka, Бойка) — горный массив в Крыму, относится ко Главной гряде Крымских гор. Представляет собой столообразное плато с несколькими скалистыми вершинами — г. Курушлюк-Бурун (1026 м), г. Бойка (1087), г. Караул-Кая (1134 м), г. Куш-Кая (1107 м), г. Сотира (1172 м). Южные и юго-восточные склоны пологие, лесистые, постепенно понижающиеся в сторону глубокой котловины верховьев Большого каньона Крыма.
На одной из вершин массива Бойка не ранее VIII века был сооружён православный храм Спасителя (или Сотира — греч. Σωτήρ), вокруг которого существовало поселение. И храм, и поселение было разрушено в XV веке, однако название храма нашло своё отражение в имени самой высокой вершины Бойкинского массива — горы Сотира (1172 м).
Территория южных склонов горного массива Бойка входит в состав ландшафтного заказника Большой Каньон Крыма.

## Поселения Бойки
В 1883 году известный крымский краевед 2-й половины XIX в. Василий Христофорович Кондараки застал здесь хорошо сохранившиеся стены, ров и руины большого храма.
Бойка была хорошо укреплена. Стены на перевалах из бутового камня прикрывали поселения на территории Бойки. Дополнительно с самой уязвимой стороны — Коккозкой долины — было построено два укрепления. Они входили в систему искусственных сооружений и естественных препятствий, запиравших урочище. Одно укрепление было расположено на западном склоне Курушлюка, второе на неприступном скалистом выступе, нависающем над долиной Коккозки и Ай-Петринским шоссе. Укрепления располагались на господствующих над местностью высотах, полностью контролируя Коккозскую долину и проходы в котловину Большого каньона. На вершине горы Сююрю-Кая также находилось укрепление, состоявшее из двух поясов оборонительных стен.
Эта система обороны предназначалась для защиты крупных поселений на территории Бойки. На данный момент их открыто шесть. Располагались они у источников. Поселения Бойки были владениями большого храма, выстроенного на узком хребте, соединяющем гору Сотира с кряжем Курушлюка. Стены храма были сложены из тяжелого и прочного конгломерата. Этот камень добывали здесь же. После обработки камень приобретает пестрые красивые тона. Пестрые шлифованные плиты конгломерата украшали пол храма.
Мимо храма через Махульдурский перевал проходила дорога шириной до двух метров. Эта дорога вела из Коккозской долины через Бойку на яйлу и затем на Южный берег. На восточном склоне Бойки сохранились остатки крепиды, предохранявшей дорогу от разрушения. Местами на дороге прослеживается глубокая колея, протертая колесами в скале.
Оборонительные сооружения и поселения Бойки, возникли в конце IX — начале X века. Население занималась в основном сельским хозяйством. Недалеко от храма располагалась кузнечно-литейная мастерская. Сырьем служили железистые конкреции, добываемые в красных песчаниках, выходящие на поверхность неподалёку. Для мастерской изготавливали древесный уголь.
Поселения религиозно и политически зависели от княжества Феодоро. Поселения погибли вместе с княжеством Феодоро и другими городами и поселениями средневекового Крыма в конце XV века.